# Gymnoscelis celaenephes
Gymnoscelis celaenephes är en fjärilsart som beskrevs av Turner 1907. Gymnoscelis celaenephes ingår i släktet Gymnoscelis och familjen mätare. Inga underarter finns listade i Catalogue of Life.